# Sacrario di Pianto Romano
Il sacrario di Pianto Romano è un monumento garibaldino nel territorio del comune di Calatafimi Segesta, in località Pianto Romano.
Il monumento sorge proprio nella sommità dell'altura che fu teatro della battaglia, a qualche chilometro dal centro abitato di Calatafimi, e ha la forma di un obelisco. Contiene un ossario dove sono custodite le spoglie dei caduti, garibaldini, picciotti e borbonici, e altri cimeli.

## Storia
L'appello iniziale per la costruzione di un monumento, che raccogliesse i resti dei caduti e ricordasse la battaglia di Calatafimi del 15 maggio 1860, fu lanciato il 9 settembre dello stesso anno da un comitato di abitanti del piccolo centro.
Fu progettato nel 1885 da Ernesto Basile, ma fu solo il 15 maggio 1892 che il sindaco Salvatore Cabasino, alla presenza del generale Paolo D'Oncieu de la Bâtie rappresentante del re Umberto I, poté inaugurare il sacrario di Pianto Romano.

## Progettazione
Nelle parole del progettista si doveva trattare di «… Poche masse, ma chiaramente apprezzabili anche da lungi; studiata così la linea di contorno dell'insieme in relazione cogli effetti prospettici e coi punti di vista dal basso: ricercata la finezza del sentimento delle linee generali e delle sagome.
Tali i criteri da cui mi mossi e di cui avevo a pochi passi da Calatafimi splendidissimo esempio, il tempio di Segesta…», inoltre doveva essere completamente in «pietra calcare grigia del paese (Alcamo), materiale che si presta a una lavorazione accurata delle facce e degli spigoli…».

## I rilievi bronzei
L'obelisco è decorato, così come previsto dal Basile, da due altorilievi in bronzo contenuti in due finestrature rettangolari, opera di Giovanni Battista Tassara (uno dei Mille), raffiguranti lo sbarco a Marsala e la battaglia di Calatafimi; i due rilievi furono inseriti a inaugurazione avvenuta. Oltre ai due altorilievi è presente anche una ghirlanda, sempre in bronzo, di palme e quercia.